# Routine Breathing
Routine Breathing è il secondo e ultimo album in studio del gruppo musicale statunitense Slaves, pubblicato il 27 novembre 2015 dalla Artery Recordings.

## Tracce
Testi di Jonny Craig e Kyle Lucas, musiche di Alex Lyman e Weston Richmond.
1. Drowning in My Addiction – 2:49
2. As the Light Cracks the Foundation – 3:22
3. The Hearts of Our Broken (feat. Garret Rapp) – 3:17
4. Burning Our Morals Away – 3:12
5. Who Saves the Savior (feat. Spencer Chamberlain) – 4:21
6. Share the Sunshine Young Blood, Pt. 2 (feat. Kyle Lucas) – 3:13
7. Death Never Lets Us Say Goodbye – 3:19
8. Running Through the !6! with My Soul – 3:57
9. Winter Everywhere (feat. Tilian Pearson) – 3:28
10. Why Fit in When You Can Stand Out? – 3:10
11. Shoutout to All My Toasters – 3:21
12. Is Robbing Your Friends Supposed to Be Tight? – 3:01
13. "One God" – 4:21
14. We Are so Michelle Branch – 3:35
15. If Only We Could Change – 2:43

## Formazione
Slaves
- Jonny Craig – voce
- Alex Lyman – chitarra solista
- Weston Richmond – chitarra ritmica
- Colin Viera – basso
- Tai Wright – batteria, percussioni

Altri musicisti
- Garret Rapp – voce in The Hearts of Our Broken
- Spencer Chamberlain – voce in Who Saves the Savior
- Kyle Lucas – voce in Share the Sunshine Young Blood, Pt. 2
- Tilian Pearson – voce in "Winter Everywhere

Produzione
- Cameron Mizell – produzione, ingegneria del suono
- Alex Lyman – produzione, ingegneria del suono
- Craig Baker – ingegneria del suono
- Joel Pack – ingegneria del suono
- Ricky Orozco – assistenza all'ingegneria del suono

## Classifiche
| Classifica (2015)         | Posizione massima |
| ------------------------- | ----------------- |
| Stati Uniti               | 104               |
| Stati Uniti (independent) | 8                 |
| Stati Uniti (alternative) | 11                |
| Stati Uniti (rock)        | 19                |
| Stati Uniti (hard rock)   | 11                |